# Strajk nauczycieli w Polsce w 2019 roku

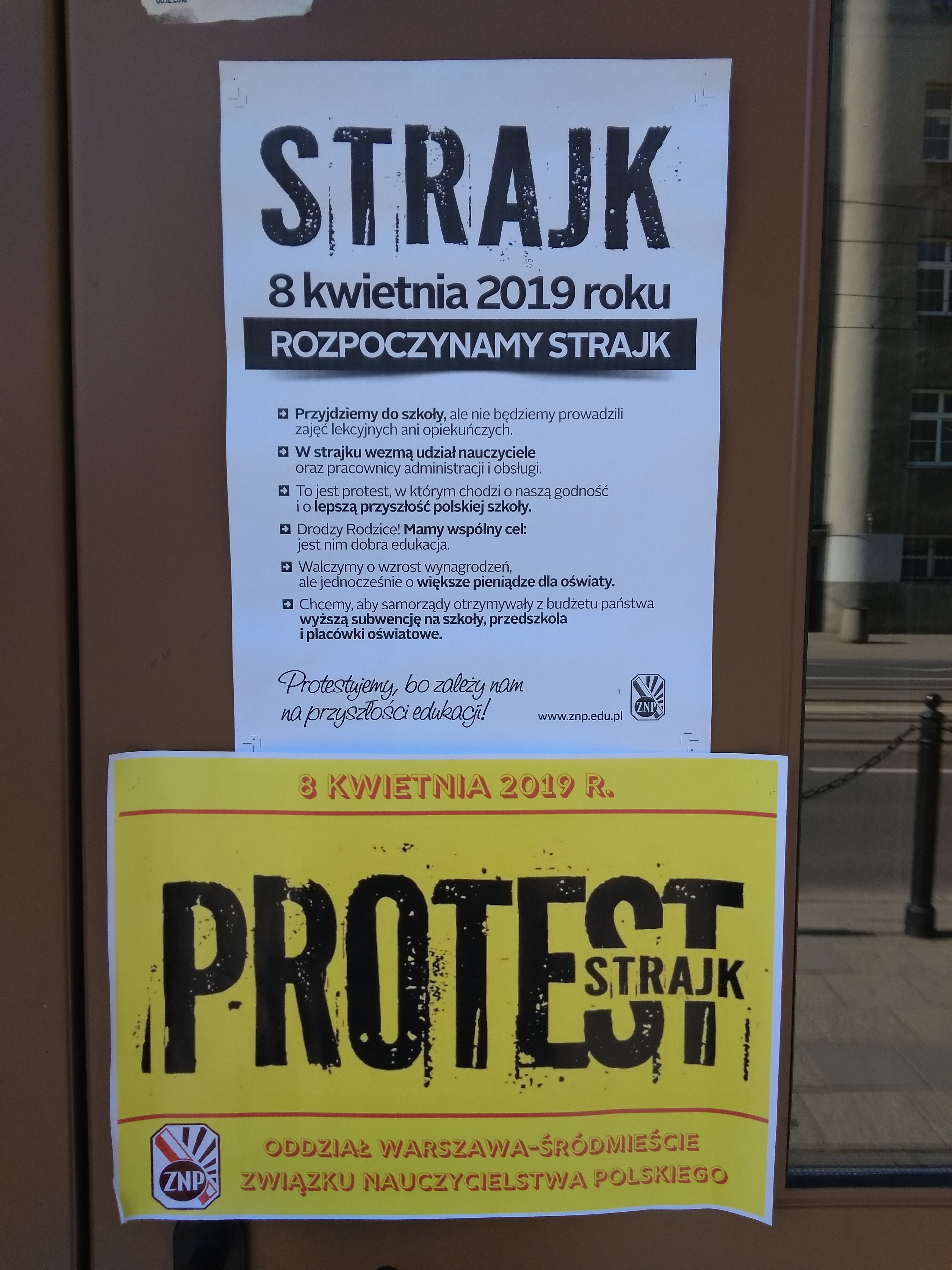
Plakat organizatorów strajku nauczycieli w Polsce w 2019 na jednej ze szkół w Warszawie

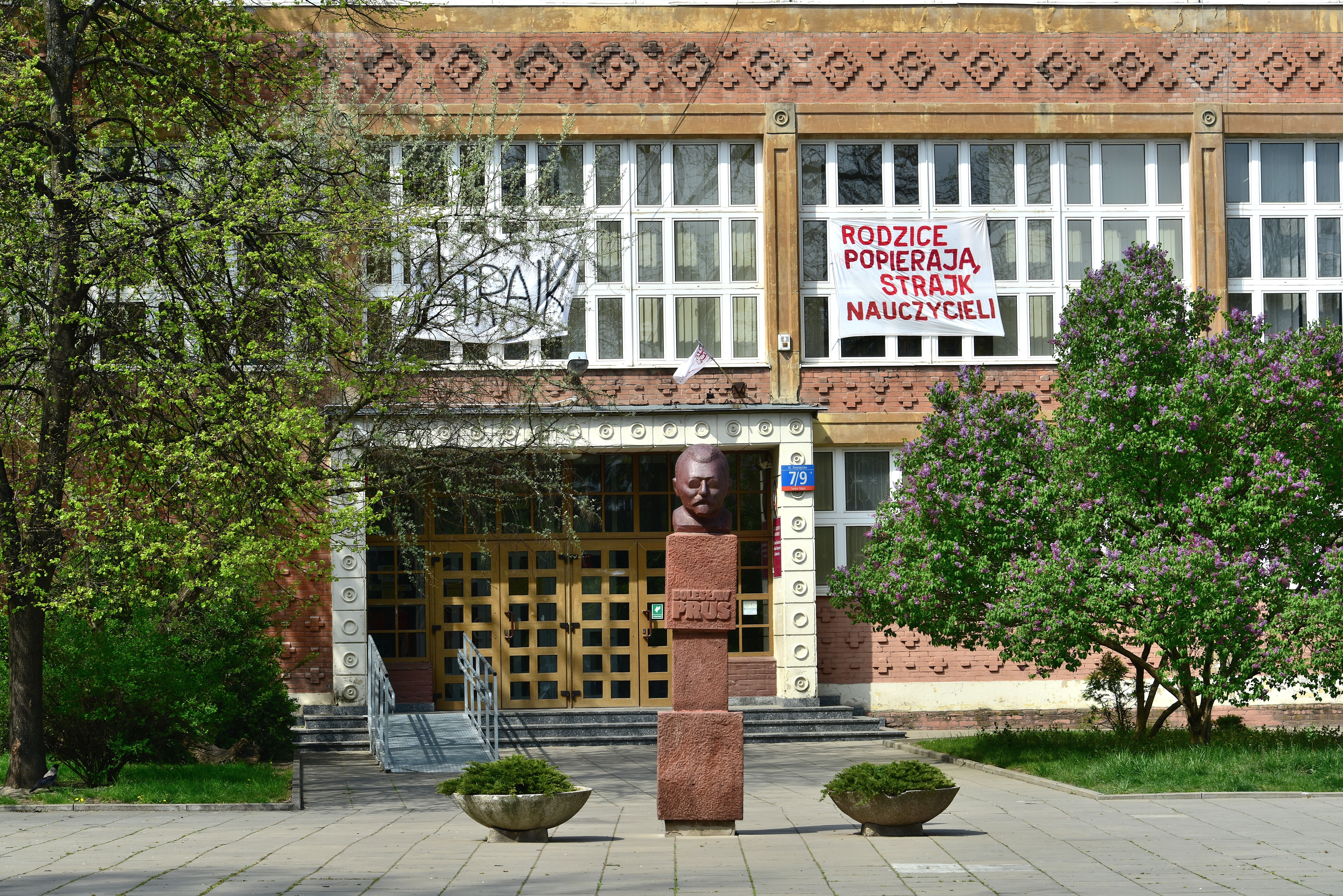
Strajk w XXXV Liceum Ogólnokształcącym im. Bolesława Prusa w Warszawie

Strajk nauczycieli w Polsce w 2019 roku – akcja strajkowa w publicznych jednostkach systemu oświaty rozpoczęta 8 kwietnia 2019 i zawieszona 27 kwietnia 2019 do września 2019. Miała na celu skłonienie rządu Mateusza Morawieckiego do wprowadzenia podwyżek wynagrodzeń dla nauczycieli. Była też formą protestu przeciwko zmianom w oświacie wprowadzonym po 2015 i koordynowanym przez minister edukacji narodowej Annę Zalewską. Zorganizowana została przez Związek Nauczycielstwa Polskiego i Wolny Związek Zawodowy „Solidarność-Oświata”, w następstwie ogólnopolskiego referendum przeprowadzonego przez ZNP wśród nauczycieli. Na czele protestu stanął prezes ZNP Sławomir Broniarz. Akcja jest uważana za największy strajk w historii polskiej oświaty od 1993 roku.

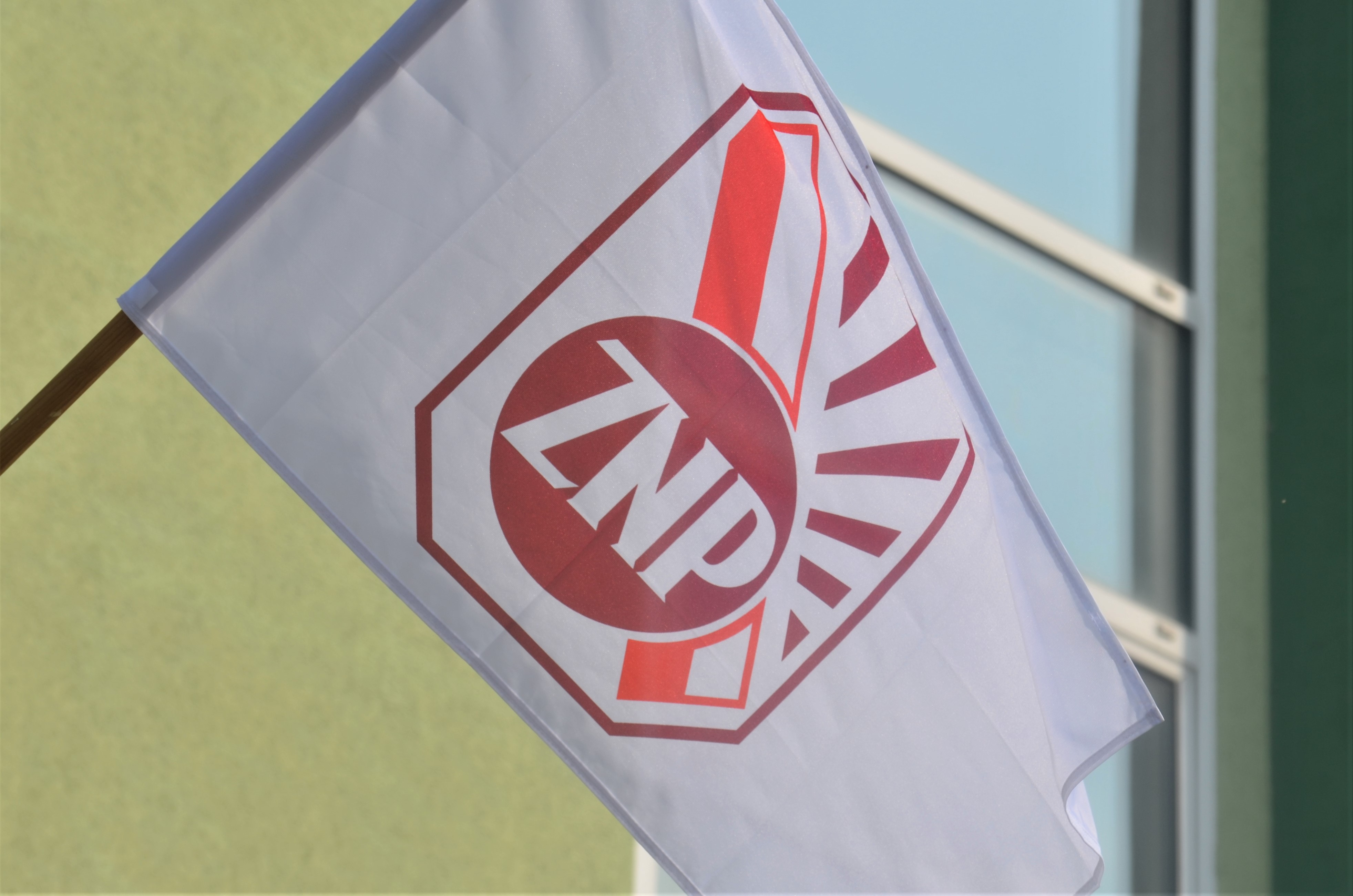
Flaga Związku Nauczycielstwa Polskiego, organizatora strajku nauczycieli w Polsce w 2019

## Wydarzenia poprzedzające strajk
Wobec fiaska rozmów w ramach sporu zbiorowego w sprawie podwyżki wynagrodzeń, po etapie mediacji, ZNP ogłosiło w placówkach oświatowych referendum wśród swoich członków. Trwało ono do 25 marca 2019. Członkom ZNP zadano pytanie: „Czy wobec niespełnienia żądania dotyczącego podniesienia wynagrodzeń zasadniczych nauczycieli, wychowawców, innych pracowników pedagogicznych i pracowników niebędących nauczycielami o 1000 zł z wyrównaniem od 1 stycznia 2019 jesteś za przeprowadzeniem strajku począwszy od 8 kwietnia?”. Zgodnie z zapowiedzią ZNP strajk miał objąć szkoły, przedszkola i inne placówki opiekuńczo-wychowawcze i miał trwać „do odwołania”. W referendum wzięli udział nauczyciele w ok. 20 tys. szkół, zespołów szkolnych i przedszkoli. Za ogłoszeniem strajku głosowało 15 549 placówek, czyli około 78 procent.
ZNP sformułowało następujące postulaty strajkowe:
- podwyżka w wysokości 1000 zł dla pracowników pedagogicznych
- większe nakłady na oświatę z budżetu
- zmiana oceny pracy nauczycieli
- zmiana ścieżki awansu
- dymisja minister Anny Zalewskiej[1]

Na początku kwietnia 2019 zarobki nauczycieli kształtowały się na następującym poziomie: nauczyciel stażysta – 1751 zł netto, nauczyciel dyplomowany 2377 zł netto. Poza pensją zasadniczą, do wynagrodzenia nauczycieli wlicza się dodatkowe elementy, takie jak: dodatek za wysługę lat (nawet 20% pensji zasadniczej po 20 latach pracy), dodatek ze względu na funkcję kierowniczą, dodatek dla opiekuna stażu, dodatek dla wychowawcy klasy, dodatek wiejski dla pedagogów pracujących na wsiach i w miejscowościach do 5 tysięcy mieszkańców, dodatek dla nauczyciela-doradcy, dodatek dla nauczyciela-konsultanta, dodatek z powodu warunków pracy, dodatek za uciążliwość pracy, nagroda jubileuszowa, nagroda specjalna; dodatek za pracę w nocy, dodatek motywacyjny, dodatkowe wynagrodzenie roczne, odprawę, wynagrodzenie za doraźne zastępstwa.
W 2019 r. wyliczone na podstawie KN i ustawy budżetowej średnie wynagrodzenia nauczycieli wynoszą brutto:
- 3 045,21 zł dla nauczyciela stażysty;
- 3 380,19 zł dla nauczyciela kontraktowego;
- 4 385,10 zł dla nauczyciela mianowanego;
- 5 603,19 zł dla nauczyciela dyplomowanego[5].

Przed rozpoczęciem strajku przedstawiciele strony rządowej przedstawili propozycję następującego sposobu realizacji postulatów strony związkowej: pierwsza część propozycji: „podwyżka wynagrodzenia (pierwsza miała miejsce w styczniu, o 5 proc., druga weszłaby w życie we wrześniu i łącznie dałyby one 15-procentowy wzrost płac; skrócenie awansu zawodowego i stażu; minimalna kwota dodatku za wychowawstwo: 300 zł; zmiana w systemie oceniania nauczycieli; redukcja obciążeń biurokratycznych dotyczących nauczycieli i dyrektorów”; druga część propozycji: nowy kontrakt społeczny mający na celu „unowocześnienie systemu, które ma gwarantować podwyżki wynagrodzeń w oświacie” w jednym z dwóch wariantów: „w wariancie pensum 22 godz. to: w 2020 r. – 6128 zł, 2021 r. – 6653 zł, 2022 r. – 7179 zł, 2023 r. – 7704 zł. W wariancie pensum 24 godz.: 2020 r. – 6335 zł, 2021 r. – 7434 zł, 2022 r. – 7800 zł, 2023 r. – 8100 zł.” Propozycja ta została przez ZNP odrzucona. Prezes związku Sławomir Broniarz 5 kwietnia 2019 zareagował na nią następująco: „Propozycje rządu – nauczyciel sam zapłaci za minimalną podwyżkę. Zwiększenie pensum o 25%”.
Po odrzuceniu propozycji rządowych przez ZNP, przedstawiciele władz państwowych zawarli porozumienie z sekcją oświatową NSZZ Solidarność.

## Przebieg strajku
Strajk rozpoczął się 8 kwietnia 2019. Według danych ZNP do strajku przystąpiło blisko 2/3 wszystkich placówek publicznych. Następnego dnia rano akcja protestacyjna prowadzona była w 15 179 placówkach (74,4% wszystkich). Poparcia strajkowi udzieliło Forum Związków Zawodowych. Przy czym występowały istotne różnice między województwami, tj. podkarpackie 55,17% placówek przystąpiło do strajku, podlaskie 61,14%, lubelskie 67,55%, małopolskie 68,50%, mazowieckie 70,88%, opolskie 73,16%, świętokrzyskie 73,88%, wielkopolskie 74,82%, warmińsko-mazurskie 75,07%, lubuskie 75,85%, śląskie 76,83%, pomorskie 76,83%, dolnośląskie 80,85%; zachodniopomorskie 82,91%, łódzkie 83,71% i kujawsko-pomorskie 87,72%.
Akcja protestacyjna przypadła na okres egzaminów państwowych: 10-12 kwietnia (egzamin gimnazjalny) i 15-17 kwietnia (egzamin ósmoklasisty). Egzaminy zostały przeprowadzone w placówkach w dużym stopniu ze względu na zaangażowanie osób innych niż nauczyciele, w tym rodziców, księży i samorządowców. W przypadku egzaminu gimnazjalnego jedynie 3 szkoły w Polsce nie przeprowadziły go. Egzamin ósmoklasisty udało się przeprowadzić we wszystkich szkołach podstawowych. Minister edukacji Anna Zalewska uznała to za swój sukces, co spotkało się z krytyką ze strony zaangażowanych w przeprowadzenie go podmiotów. Pojawiły się także w debacie publicznej wątpliwości, czy egzaminy przeprowadzone z udziałem osób niezatrudnionych na stałe w placówkach dydaktycznych przeprowadzone zostały zgodnie z prawem, a uzyskanych w nich wyników nie można podważyć.
Przedstawiciele strony rządowej, w tym Beata Szydło i Michał Dworczyk, zarzucili ZNP współdziałanie w ramach strajku z opozycją polityczną. Sławomir Broniarz odrzucił te zarzuty.
W pierwszych dniach strajku nauczyciele z poszczególnych szkół publikowali w mediach społecznościowych nagrania ze wspólnie przez nich wykonanymi pieśniami protestu. Teksty autorstwa nauczycieli krytykowały rząd oraz media publiczne, a także solidaryzowały się ze strajkującymi. Nauczyciele śpiewali o negatywnym przedstawianiu ich w mediach oraz o poczuciu upokorzenia spowodowanym ogłoszeniem dodatkowych dopłat do hodowli zwierząt w dniu rozpoczęcia strajku.
17 kwietnia Ministerstwo Edukacji Narodowej poinformowało, że mimo strajku w tym okresie 67% publicznych przedszkoli oraz ponad 60% szkół ponadpodstawowych i ponadgimnazjalnych działało normalnie. ZNP zarzuciło ministerstwu, że podaje dane nieścisłe, wynikające z innego niż przyjęte w ZNP liczenia placówek. 18 kwietnia podjęto rozmowy między przedstawicielami rządu i strony związkowej, lecz nie doprowadziły one do żadnych uzgodnień.
Według danych ZNP od 8 kwietnia do 19 kwietnia z 16 tys. placówek biorących udział w proteście ze strajku wycofało się ok. 2 tysięcy.
23 kwietnia uczestniczący w proteście Ogólnopolski Międzyszkolny Komitet Strajkowy zaapelował do strajkujących nauczycieli o zwołanie zebrań rad pedagogicznych w celu klasyfikacji uczniów klas maturalnych.
24 kwietnia rząd Mateusza Morawieckiego wystąpił z inicjatywą ustawodawczą mającą na celu przyznanie dyrektorom szkół (a w razie ich bezczynności nauczycielowi wyznaczonemu przez organ prowadzący szkołę) prawa podejmowania uchwał o klasyfikacji uczniów klas maturalnych w miejsce uchwał rad pedagogicznych. Jej efektem jest ustawa z dnia 25 kwietnia 2019 r. o zmianie ustawy o systemie oświaty i ustawy – Prawo oświatowe, podpisana przez prezydenta Andrzeja Dudę 26 kwietnia.
25 kwietnia prezes ZNP poinformował o zawieszeniu strajku od 27 kwietnia do września 2019. Odrzucił przy tym możliwość podpisania rządowego porozumienia z 5 kwietnia, jak i uczestnictwa w debacie zaproponowanej przez premiera Mateusza Morawieckiego, toteż przedstawiciele organizatorów strajku nie wzięli udziału w tzw. „okrągłym stole edukacyjnym” zwołanym na 26 kwietnia. Komentując wypowiedź premiera otwierającą to spotkanie, Sławomir Broniarz stwierdził: „Ktoś, kto w swoim pierwszym słowie pokazuje, że nie ma bladego pojęcia, co robią nauczyciele w szkole, i próbuje nas po raz pięćdziesiąty z rzędu skonfliktować ze społeczeństwem, nie zasługuje na to, żebyśmy tracili czas na słuchanie tego rodzaju obelżywych uwag”. Następne spotkania odbyły się 30 kwietnia, 10 maja i 17 czerwca, które to spotkania nie przyniosły oczekiwanych rezultatów. W spotkaniach z rządem brały udział nauczyciele, rodzice, uczniowie, samorządowcy, przedstawiciele środowiska akademickiego i instytucji związanych z oświatą. W obradach nie uczestniczą przedstawiciele związków ZNP, WZZ „Solidarność – Oświata”, NSZZ „Solidarność” ze względu na złą formułę prowadzenia rozmów. Do spotkań między związkami a ministerstwem edukacji doszło 27 i 28 czerwca 2019. Rozmowy były prowadzone z każdym związkiem osobno. W międzyczasie 26 maja minister edukacji narodowej Anna Zalewska, której dymisji domagali się strajkujący w wyborach do Parlamentu Europejskiego w 2019, kandydując z listy Prawa i Sprawiedliwości w okręgu dolnośląsko-opolskim, otrzymała 168 337 głosów i uzyskała mandat europosła IX kadencji i w związku z tym 4 czerwca 2019 zakończyła pełnienie funkcji ministra, a prezydent Andrzej Duda powołał na urząd ministra edukacji narodowej Dariusza Piontkowskiego.
21 sierpnia prezes ZNP Sławomir Broniarz i szef branży oświatowej FZZ Sławomir Wittkowicz poinformowali PAP, że związki nauczycielskie, które nie podpisały porozumienia z rządem, decyzję o ewentualnym proteście, jego terminie i formie podejmą pod koniec sierpnia. 26 sierpnia prezes ZNP Sławomir Broniarz poinformował, że w dniach 1-15 września będzie przeprowadzony sondaż wśród pracowników placówek oświatowych dotyczący ewentualnej akcji protestacyjnej, a 16 września Prezydium Zarządu Głównego ZNP podejmie decyzję o wyznaczeniu formy protestu. Także 26 sierpnia rozpoczęły się Wojewódzkie Okrągłe Stoły Edukacyjne na wzór wcześniejszych okrągłych stołów. Organizatorami są wojewodowie i kuratorzy oświaty, którzy rozmawiali z przedstawicielami samorządów uczniowskich, rad rodziców, dyrektorów szkół, nauczycieli, przedstawicieli organizacji pozarządowych w 5 zespołach tematycznych: „Nauczyciel w systemie edukacji”, „Jakość w systemie edukacji”,  „Nowoczesna szkoła”, „Uczeń w systemie edukacji”, „Rodzic w systemie edukacji”. Spotkania te zakończyły się 6 września. 2 września prezes ZNP Sławomir Broniarz w wywiadzie dla radia Zet poinformował o wydłużeniu terminu przeprowadzenia sondażu wśród pracowników placówek oświatowych dotyczący ewentualnej akcji protestacyjnej do końca września i ewentualnej organizacji strajku po wyborach parlamentarnych, które się odbędą 13 października 2019. 2 października prezes ZNP Sławomir Broniarz poinformował na konferencji prasowej, że 15 października 2019 roku zostanie rozpoczęta bezterminowa akcja protestacyjna polegająca wykonywania tylko tych czynności, które są opisane w przepisach prawa oświatowego. W sondażu, który przeprowadził Związek Nauczycielstwa Polskiego we wrześniu 2019 roku wzięło udział 227 tysięcy nauczycieli i pracowników oświaty. Za nie wykonywaniem pozastatutowych zadań w swojej szkole lub przedszkolu albo placówce opowiedziało się 55,3% biorących udział w sondażu ZNP, 22% za udziałem w manifestacjach, 18% za wznowieniem strajku ogólnopolskiego, a 3,8% za inną formą protestu.

## Reakcje podmiotów innych niż strony sporu

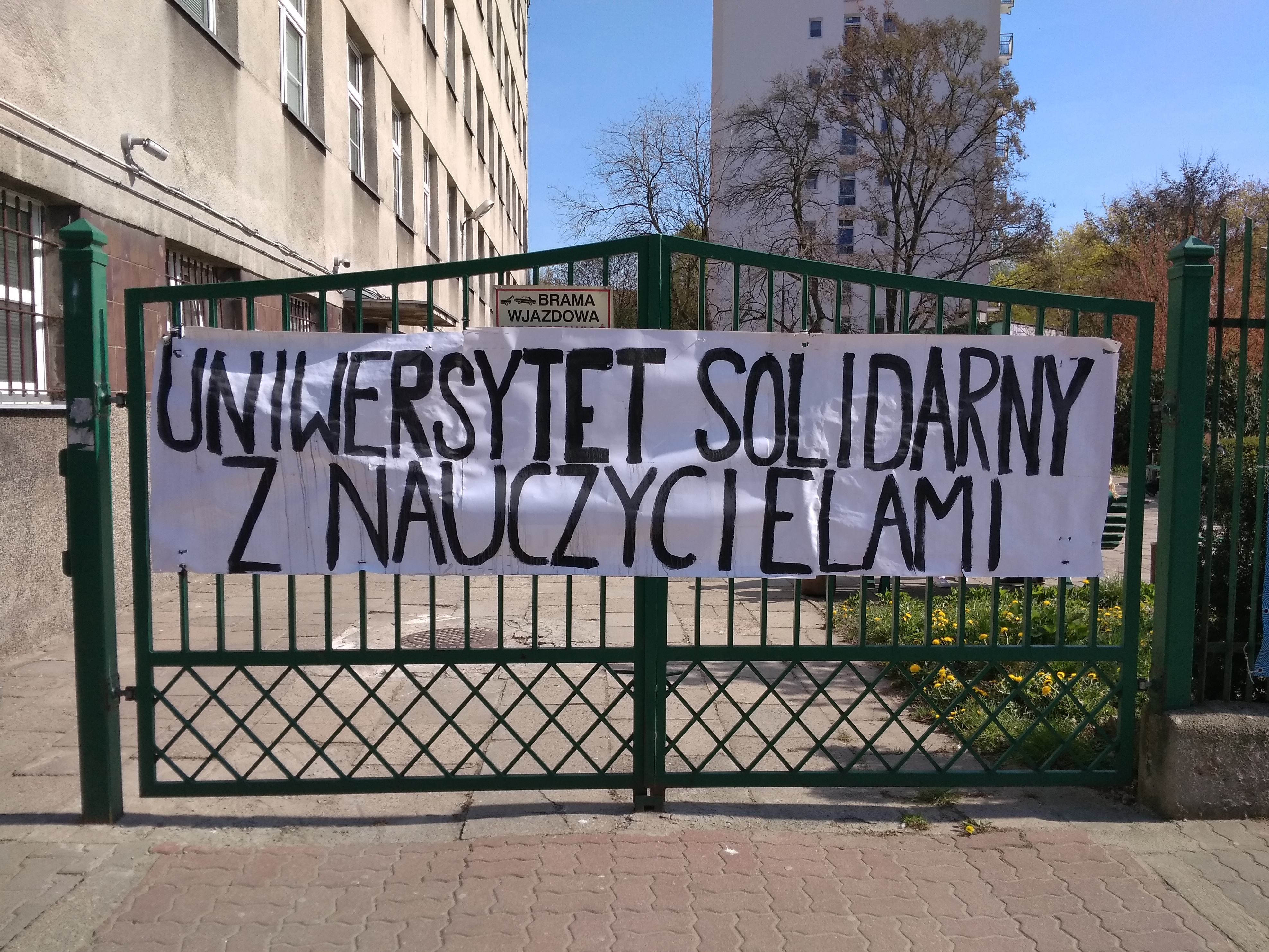
Transparent z wyrazami poparcia dla strajku nauczycieli umieszczony na bramie do siedziby Wydziału Psychologii Uniwersytetu Warszawskiego

Rzecznik Praw Obywatelskich Adam Bodnar przed rozpoczęciem strajku wskazał na niedopuszczalność dokonanych przez minister Annę Zalewską zmian w przepisach dotyczących przeprowadzenia egzaminów państwowych, które miały się odbyć w okresie akcji protestacyjnej. Do sprawy tej wrócił 18 kwietnia 2019, kiedy stwierdził, że „przygotowane pośpiesznie zmiany rozporządzeń, w reakcji na zapowiedziany strajk nauczycieli i innych pracowników oświaty, mogą naruszać prawa obywatelskie”. Wskazał, iż okoliczność ta jest podstawą składania zażaleń na sposób przeprowadzenia egzaminów, w tym wstępowania na drogę sądową.
Poparcia dla strajku udzieliły związki zawodowe z innych krajów, m.in.: Belgii, Bułgarii, Cypru, Czarnogóry, Danii, Grecji, Gruzji, Izraela, Łotwy, Niemiec, Rumunii, Słowacji, Słowenii, Szwecji, Ukrainy, Węgier, Wielkiej Brytanii, USA i Federacji Rosyjskiej.
Strajk poparły także: Rada Wydziału Nauk o Wychowaniu i Rada Wydziału Filologicznego Uniwersytetu Łódzkiego, Rada Wydziału Filologicznego Uniwersytetu Gdańskiego, Rada Instytutu Nauk Pedagogicznych Uniwersytetu Mikołaja Kopernika w Toruniu, Rada Wydziału Studiów Edukacyjnych Uniwersytetu im. Adama Mickiewicza w Poznaniu i Rada Wydziału Pedagogicznego Uniwersytetu Warszawskiego.
Wśród osób publicznych popierających strajk znaleźli się artyści, m.in. Dawid Podsiadło, Wojciech Malajkat i Maciej Stuhr. Przeciwko strajkowi wypowiedzieli się m.in. o. Leon Knabit, bp Ignacy Dec, abp Sławoj Leszek Głódź i bp Józef Zawitkowski. Krytycznie do strajku odniósł się Związek Przedsiębiorców i Pracodawców, stwierdzając, że podstawową propozycją reformy płac nauczycielskich winno być uwolnienie pensji i wprowadzenie możliwości premiowania najlepszych pedagogów poprzez uchylenie Karty Nauczyciela.
12 kwietnia 2019 podczas spotkania Konferencji Międzynarodowych Organizacji Pozarządowych (INGOs) Rady Europy w Strasburgu zwrócono uwagę na brak przestrzegania standardów jakości edukacji w Polsce związane ze skutkami reformy minister Zalewskiej i tzw. podwójnego rocznika oraz związane ze strajkiem nauczycieli. Dyrektorka generalna Rady Europy ds. demokracji Snežana Samardžić-Marković zapowiedziała poinformowanie w trybie pilnym Komisarza Praw Człowieka Rady Europy o sytuacji w polskiej oświacie.
Opinia społeczna w kwestii poparcia protestu nauczycieli była podzielona. Badanie przeprowadzone przez Centrum Badania Opinii Społecznej w dniach 4–11 kwietnia 2019 wskazało, że osoby popierające strajk stanowiły 44% (22% zdecydowanie popiera i 22% raczej popiera). Ponad jedna trzecia (36%) nie popierała strajku (17% raczej przeciwny i 19% zdecydowanie przeciwny). Co szósty badany odnosił się do protestów obojętnie (17%). W tej sprawie tylko nieliczni nie mieli wyrobionej opinii (3%). Poparcie dla protestów nauczycieli relatywnie najczęściej wyrażały osoby najmłodsze (52%) oraz mające od 35 do 44 lat (51%), mieszkańcy największych miast (62%), posiadający wyższe wykształcenie (60%) i osiągający najwyższe dochody (60%), nie biorące udziału w praktykach religijnych (58%) oraz deklarujące lewicowe poglądy polityczne (68%). Rodzice dzieci uczęszczających do szkół i przedszkoli częściej deklarowali poparcie dla akcji strajkowej (50%) niż ogół Polaków (44%).
Według ogłoszonych 17 kwietnia 2019 wyników badania opinii publicznej przeprowadzonego przez firmę Kantar 47% ankietowanych uznało, że nie popiera strajku, a 43%, że go popiera.